# Vlag van Buitenpost

Vlag van Buitenpost

De vlag van Buitenpost is de dorpsvlag van het Nederlandse dorp Buitenpost, in de Friese gemeente Achtkarspelen. De vlag werd in 1991 geregistreerd.

## Beschrijving
De beschrijving van de vlag is als volgt:
Rood, met een wit kruis met een dikte van 1/4 vlaghoogte, de verticale baan op 1/3 vlaglengte. Op het witte kruis een smal groen kruis van 1/12 vlaghoogte en op het kruispunt van het witte kruis zodanig onderbroken, dat er een groen vierkant van ontstaat van 1/12 vlaghoogte. In de broektop een gele zespuntige ster; en in de broekhoek een gele lelie; beide van 1/3 vlaghoogte.
De kleuren zijn afkomstig van het dorpswapen.

## Symboliek

Rood-witte kleurstelling: verwijst naar het wapen van Oostergo.
- Ster: een zogenaamde "leidster", dit duidt op het feit dat Buitenpost de hoofdplaats is van de gemeente Achtkarspelen.[2]
- Lelie: dit is een symbool van Maria, de patroonheilige van de plaatselijke Mariakerk.[2]
- Scandinavische kruis: staat voor de belangrijke wegen die het dorp doorkruisen (oost-west: Groningen-Leeuwarden; noord-zuid: Kollum-Drachten).[3]